# Gülyurdu, Yomra
Gülyurdu là một xã thuộc huyện Yomra, tỉnh Trabzon, Thổ Nhĩ Kỳ. Dân số thời điểm năm 2011 là 488 người.